# Allaire
Allaire (in bretone: Alaer) è un comune francese di 3 711 abitanti situato nel dipartimento del Morbihan nella regione della Bretagna.

## Società

### Evoluzione demografica
Abitanti censiti